# 女神転生
『女神転生』（めがみてんせい）とは、日本のゲーム会社であるアトラスが手掛けるゲームシリーズ。
本シリーズの第1作目は、小説『デジタル・デビル・ストーリー 女神転生』（著：西谷史）発売に伴うメディアミックスの一環として制作されたが、第2作目以降、ゲームシリーズとしては独自に展開している。

## 概要
本シリーズの第1作目『デジタル・デビル物語 女神転生』（FC用、ナムコ、1987年）は、小説『デジタル・デビル・ストーリー 女神転生』（徳間書店、1986年、著：西谷史）のメディアミックスとして制作された。第1作目の開発に伴い、当時の任天堂がダークな世界観の作品を自社ブランドとして売り出すことに難色を示し、アトラス創業者の原野直也と原作者の西谷が旧知の仲であったことからも、原作小説第1巻の発売と同年に創設されたばかりのアトラスが開発、パブリッシャーとなったナムコが販売した。
また、「女神転生」の商標登録が、第1作目の企画時点からアトラスのものであったこともあり、第3作目『真・女神転生』（SFC用、同社、1992年）以降はアトラスが開発・販売として、派生シリーズを含め、原作小説とは切り離れた独自のゲームシリーズとして展開されている。
2018年のスマートフォン向けゲーム『D×2 真・女神転生リベレーション』は、原作はアトラス、開発・配信はアトラスの親会社であるセガゲームスがそれぞれ担当している。
2003年までのシリーズディレクターは当初アトラス（旧社）創立メンバーの一人である上田和敏が手がけ、次いで岡田耕始に引き継いだが、両名ともアトラス（旧社）を退社して独立したためその後はシリーズには関わっていない。2017年からは山井一千が真・女神転生シリーズのプロデューサーを務める。『女神転生II』以降の主要作品のキャラクターデザインはイラストレーターの金子一馬が担当していたが、『真・女神転生IV』以降の真・女神転生シリーズのキャラクターデザインは土居政之が担当している。
シリーズの全世界累計売上（派生作品のペルソナシリーズを除く）は2017年時点で720万本に達している。『真・女神転生』シリーズの累計販売本数は、フルゲーム・無料ダウンロード（F2P）合計で約1770万本/ダウンロードを達成している（2021年時点）。

## シリーズ一覧
以下、発売日は最初に発売された機種のものとし、機種名の欄には、その後に移植されたものも合わせて掲載。
なお、派生シリーズはナンバリング作品のみを列記する。
| 発売元         | タイプ                     |                             |                          |                              |                         |
| -------------- | -------------------------- | --------------------------- | ------------------------ | ---------------------------- | ----------------------- |
| 任天堂         | 据え置き                   | FC = ファミリーコンピュータ | SFC = スーパーファミコン | Wii = Wii                    | Wii U=Wii U             |
| 任天堂         | 携帯                       | VB = バーチャルボーイ       | GB = ゲームボーイ        | GBA = ゲームボーイアドバンス | DS = ニンテンドーDS     |
| 任天堂         | 携帯                       | 3DS = ニンテンドー3DS       | Switch = Nintendo Switch | Switch 2 = Nintendo Switch 2 |                         |
| 任天堂         | サービス                   | VC = バーチャルコンソール   |                          |                              |                         |
| セガ           | 据え置き                   | MD = メガドライブ           | SS = セガサターン        |                              |                         |
| セガ           | 携帯                       | GG = ゲームギア             |                          |                              |                         |
| Sony           | 据え置き                   | PS = PlayStation            | PS2 = PlayStation 2      | PS3 = PlayStation 3          | PS4 = PlayStation 4     |
| Sony           | 据え置き                   | PS5 = PlayStation 5         |                          |                              |                         |
| Sony           | 携帯                       | PSP = PlayStation Portable  | PSV = PlayStation Vita   |                              |                         |
| Sony           | サービス                   | GA = ゲームアーカイブス     |                          |                              |                         |
| マイクロソフト | 据え置き                   | Xbox = Xbox                 | X360 = Xbox 360          | XOne = Xbox One              | XSX/S = Xbox Series X/S |
| その他         | -                          | PCE = PCエンジン            | PC88 = PC-8800シリーズ   | X1 = シャープX1              | Win = Microsoft Windows |
| その他         | -                          | AC=アーケードゲーム         |                          |                              |                         |
| その他         | アプリケーション・サービス | iOS = iOS                   | Android = Android        | Steam = Steam                |                         |

### 女神転生シリーズ
- デジタル・デビル物語 女神転生（FC） 1987年9月11日発売。
- デジタル・デビル物語 女神転生II（FC） 1990年4月6日発売。
- 旧約・女神転生（SFC、VC） 1995年3月31日発売。

### 真・女神転生シリーズ
| 1992 | 真・女神転生                    |
| 1993 |                                 |
| 1994 | 真・女神転生II                  |
| 1994 | 真・女神転生if...               |
| 1995 |                                 |
| 1996 |                                 |
| 1997 |                                 |
| 1998 |                                 |
| 1999 |                                 |
| 2000 |                                 |
| 2001 |                                 |
| 2002 | 真・女神転生 NINE               |
| 2003 | 真・女神転生III-NOCTURNE        |
| 2004 |                                 |
| 2005 |                                 |
| 2006 |                                 |
| 2007 |                                 |
| 2008 |                                 |
| 2009 | 真・女神転生 STRANGE JOURNEY    |
| 2010 |                                 |
| 2011 |                                 |
| 2012 |                                 |
| 2013 | 真・女神転生IV                  |
| 2014 |                                 |
| 2015 |                                 |
| 2016 | 真・女神転生IV FINAL            |
| 2017 |                                 |
| 2018 | D×2 真・女神転生 リベレーション |
| 2019 |                                 |
| 2020 |                                 |
| 2021 | 真・女神転生V                   |
| 2022 |                                 |
| 2023 |                                 |
| 2024 | 真・女神転生V Vengeance         |

#### ナンバリング作品
- 真・女神転生（SFC、PCE、MCD、Win2000、VC） 1992年10月30日発売。
  - 真・女神転生（PS、GBA、GA、iOS、Android） 2001年5月31日発売。
- 真・女神転生II（SFC、Win2000、VC） 1994年3月18日発売。
  - 真・女神転生II（PS、GBA、GA、iOS、Android） 2002年3月20日発売。
- 真・女神転生III-NOCTURNE（PS2） 2003年2月20日発売。
  - 真・女神転生III-NOCTURNE マニアクス（PS2） 2004年1月29日発売。
  - 真・女神転生III-NOCTURNE マニアクス クロニクルエディション（PS2） 2008年10月23日発売。
  - 真・女神転生III NOCTURNE HD REMASTER（Switch、PS4、Steam） 2020年10月29日発売。
- 真・女神転生IV（3DS） 2013年5月23日発売。
- 真・女神転生IV FINAL（3DS） 2016年2月10日発売。
- 真・女神転生V（Switch） 2021年11月11日発売。
  - 真・女神転生V Vengeance（Switch、PS4、PS5、Xbox One、XSX/S、Win、Steam） 2024年6月14日発売。

#### 外伝作品
- 真・女神転生if...（SFC、Win2000、VC） 1994年10月28日発売。
  - 真・女神転生if...（PS、GA、iOS） 2002年12月26日発売。
- 真・女神転生 NINE（Xbox） 2002年12月5日発売。
- 真・女神転生 STRANGE JOURNEY（DS） 2009年10月8日発売。
  - 真・女神転生 DEEP STRANGE JOURNEY（3DS） 2017年10月26日発売。
- D×2 真・女神転生 リベレーション（iOS、Android） 2018年1月22日配信開始。

### ラストバイブルシリーズ
- 女神転生外伝 ラストバイブル（GB、GBC、GG、VC） 1992年12月23日発売。
- 女神転生外伝 ラストバイブルII（GB、GBC、VC） 1993年11月19日発売。
- ラストバイブルIII（SFC、VC） 1995年3月4日発売。
- アナザ・バイブル（GB） 1995年3月4日発売。
- 女神転生外伝 ラストバイブルスペシャル（GG） 1995年3月24日発売。

### 魔神転生シリーズ
- 魔神転生（SFC、Win2000、VC） 1994年1月28日発売。
- 魔神転生II SPIRAL NEMESIS（SFC、Win2000、VC） 1995年2月19日発売。
- RONDE -輪舞曲-（SS） 1997年10月30日発売。

### デビルサマナーシリーズ
- 真・女神転生デビルサマナー（SS） 1995年12月25日発売。
  - 真・女神転生デビルサマナー（PSP） 2005年12月22日発売。
- デビルサマナー ソウルハッカーズ（SS） 1997年11月13日発売。
  - デビルサマナー ソウルハッカーズ（PS） 1999年4月8日発売。
  - デビルサマナー ソウルハッカーズ（3DS） 2012年8月30日発売。
- デビルサマナー 葛葉ライドウ 対 超力兵団（PS2） 2006年3月2日発売。
  - RAIDOU Remastered: 超力兵団奇譚 （Switch 2 / Switch / PS5 / PS4 /XSX/S / Steam） 2025年6月19日予定。
- デビルサマナー 葛葉ライドウ 対 アバドン王（PS2） 2008年10月23日発売。
- ソウルハッカーズ2（PS4、PS5、Xbox One、XSX/S、Win、Steam） 2022年8月25日発売。

### ペルソナシリーズ

#### ナンバリング作品
- 女神異聞録ペルソナ（PS、Win95/98） 1996年9月20日発売。
  - Persona（PSP） 2009年4月29日発売。
- ペルソナ2 罪（PS） 1999年6月24日発売。
  - ペルソナ2 罪（PSP） 2011年4月14日発売。
- ペルソナ2 罰（PS） 2000年6月29日発売。
  - ペルソナ2 罰（PSP） 2012年5月17日発売。
- ペルソナ3（PS2） 2006年7月13日発売。
  - ペルソナ3 フェス（PS2） 2007年4月19日発売。
  - ペルソナ3 ポータブル（PSP） 2009年11月1日発売。
    - ペルソナ3 ポータブル リマスター（XOne、XSX/S、Win、Steam、PS4、Switch） 2023年1月19日発売。

  - ペルソナ3 リロード（XOne、XSX/S、Win、Steam、PS4、PS5） 2024年2月2日発売。
- ペルソナ4（PS2） 2008年7月10日発売。
  - ペルソナ4 ザ・ゴールデン（PS Vita） 2012年6月14日発売。
    - ペルソナ4 ザ・ゴールデン リマスター（XOne、XSX/S、Win、Steam、PS4、Switch） 2023年1月19日発売。
- ペルソナ5（PS3、PS4） 2016年9月15日発売。
  - ペルソナ5 ザ・ロイヤル（PS4） 2019年10月31日発売。
    - ペルソナ5 ザ・ロイヤル リマスター（XOne、XSX/S、Win、Steam、PS4、PS5、Switch） 2022年10月21日発売。

### デビルチルドレンシリーズ
- 真・女神転生 デビルチルドレン 黒の書・赤の書（GB、VC） 2000年11月17日発売。
  - 真・女神転生 デビルチルドレン 黒の書・赤の書（PS、GA） 2002年3月28日発売。
- 真・女神転生 デビルチルドレン 白の書（GB） 2001年7月27日発売。
- 真・女神転生 デビルチルドレン 光の書・闇の書（GBA） 2002年11月15日発売。
- 真・女神転生 デビルチルドレン パズルdeコール!（GBA） 2003年7月25日発売。
- 真・女神転生 デビルチルドレン 炎の書・氷の書（GBA） 2003年9月12日発売。
- 真・女神転生 デビルチルドレン メシアライザー（GBA） 2004年11月4日発売。

### DIGITAL DEVIL SAGA アバタール・チューナーシリーズ
- DIGITAL DEVIL SAGA アバタール・チューナー（PS2） 2004年7月15日発売。
- DIGITAL DEVIL SAGA アバタール・チューナー2（PS2） 2005年1月27日発売。

### デビルサバイバーシリーズ
- 女神異聞録デビルサバイバー（DS） 2009年1月15日発売。
  - デビルサバイバー オーバークロック（3DS） 2011年9月1日発売。
- デビルサバイバー2（DS）2011年7月28日発売。
  - デビルサバイバー2 ブレイクレコード（3DS） 2015年1月29日発売。

### その他の派生作品
- デジタル・デビル物語 女神転生（PC-8801、MSX、X1/X1turbo、FM77AV） 1987年発売。
- ジャック・ブラザースの迷路でヒーホー!（VB） 1995年9月29日発売。
- 偽典・女神転生 東京黙示録（PC98、Win95） 1997年4月4日発売。
- 真・女神転生トレーディングカード カードサマナー（GB） 2001年7月27日発売。
- 真・女神転生IMAGINE（Windows） 2007年4月4日発売。
- ペルソナ アインソフ（ブラウザ） 2008年2月26日発売。
- 幻影異聞録♯FE（Wii U）[注釈 1]  2015年12月26日発売。
  - 幻影異聞録♯FE Encore（Switch） 2020年1月17日発売。

## 作品世界
女神転生シリーズでは、「悪魔」という異形の存在に関わってしまった人々が物語を通じて戦い生き抜く作品である。
悪魔に代表されるオカルトと、コンピューターや銃火器といったサイバーが共存している。冒険の舞台は学校といった身近な所に始まり、現代の東京、さらには文明滅亡後の世界や魔界にまで及ぶこともあり、ハードロック調のBGMの多用など、他に類を見ない独特の世界観を持つ。
敵として出現する悪魔（他のRPGで言うところのモンスター）を味方に引き入れる「仲魔」システムや、複数の仲魔を合体させ、新たな悪魔や武器を作り出す「悪魔合体」「剣合体」など、数々の斬新なシステムから熱狂的なファンを持ち、他のRPGにも大きな影響を与えた。
このゲームにおける悪魔は一神教のそれではなく、超自然的な存在の総称である。その分類は精霊や妖精、神など多岐に渡る。
また、善や悪、ロウとカオス（秩序と混沌）など、相反する二つの概念を常に問われ続ける、メッセージ性の強い作品でもある。例えば一神教の唯一神を敵にするようなストーリーは宗教観の強い地域では異色であり、海外にその名を知られる原因である。
他のRPGとは異なり街に入っても敵が出現することがある。
なお、タイトルの「女神転生」は、原作となった小説1巻のタイトル及び登場人物の白鷺弓子が日本神話の女神イザナミの転生だったことに由来している。シリーズ化された続編・関連作においてはこれは必ずしも当てはまらないが、慣例的に「女神転生」の名前を継承している。

## ゲームシステム
本シリーズでは、既存のゲームに見られなかった斬新なゲームシステムが盛り込まれてきた。本項ではこのうち、複数の作品・シリーズに共通するものをいくつか紹介する。各作品・シリーズごとの記事も併せて参照。
悪魔との会話
戦闘中に悪魔と会話して交渉することができる。敵である悪魔を仲間に引き込むのが主な目的だが、戦闘を回避したり、時には金品や情報を得ることもできる。悪魔も見返りとして金銭や宝石などを要求してくるため、適切な対応を取らないと、雰囲気が悪くなって急襲されたり、怯えて逃走されたりする。時には貰うだけ貰って逃走する狡猾な悪魔もいるので侮れない。このような駆け引きがこのシステムの面白いところであり、本作品のテーマを具現化したシステムである。
仲魔
既述の会話等により、敵として出現した悪魔をスカウトできる。仲間になった悪魔は「仲魔（なかま）」と呼ばれ、パーティメンバーと同じように操作することが可能になる。ただし、どんな悪魔でも仲魔にできるわけではなく、主人公のレベル、悪魔の属性などによって制限を受ける。また、一部シリーズを除いてアイテムは装備させられない。
悪魔召喚プログラム(COMP)によるパーティの管理
COMPの設定は単なるフレーバーテキストに留まらず、「補欠メンバーを連れ歩ける」「施設以外の場所でメンバーを入れ替える」「戦闘中にメンバーを入れ替える」といった戦略的なパーティシステムをもたらした。ただしCOMPで管理できるのは当然ながら「悪魔」だけであり、人間キャラクターは隊列の変更のみが可能。
悪魔合体システム
任意の仲魔2体または3体を「合体」させることで、全く別の新しい悪魔を作り出すことができる。合体は「邪教の館」や「業魔殿」、「ベルベットルーム」、「REMIX STATION」といった特殊な施設で行われる。COMPを用いてどこでも合体が行える作品も存在するが、施設で行う場合と比べて何らかの制限がかかる場合もある。合体の結果生み出される悪魔は合体する悪魔の種族やレベルなどによる一定の法則によって決定されるが、月齢によって違う結果に変化したり、合体時に「事故」が発生して予定外の悪魔が出来上がることもある。後期の作品では、合体元となった仲魔のスキルを引き継がせたり、仲魔の能力値アップ、悪魔同士の合体以外に剣やアイテム等と合体させることも可能。
月齢の変化
月齢が潮の満ち引きや動物の行動に影響するように、悪魔の活動も月齢によって左右されると伝説等で語られている。本作品のシステム中にも月齢が存在し、ゲーム中のあらゆる要素（悪魔との交渉成功率、悪魔の能力、合体結果、地図表示魔法の効果、一部イベント等）に影響する。月齢はパーティの移動（『P3』では日時の経過）によって刻々と変化してゆく。なお、『真III』や『DDSATシリーズ』では太陽の活動周期が月齢の代わりの役割を果たしており、『P2』『真IV』など月齢そのものが廃されている作品もある。
AUTOコマンド
AUTOを選択すると自動的に攻撃コマンドが入力されたことになり、どちらかが全滅するか中断するまで自動的に戦闘が継続される。一度に大量の敵が出現する本作品ならではの機能だが、物理反射（剣のような物理攻撃のダメージを攻撃者に跳ね返す）悪魔というプレイヤー泣かせの罠も出現した。一方で、AUTO中に自動的に敵の弱点属性を突いてくれる機能が得られる作品も存在する。
プレスターン・バトル
敵の弱点を突いたり、クリティカルヒットを出すと行動回数が増え、逆に無効化、吸収、反射されると行動回数が減るバトルシステム。上手く相手の弱点を突けば、一方的に攻撃を続けられる反面、ちょっとしたミスから全滅につながる可能性もあり、緊張感の高さと爽快感の高さが上手くマッチしたシステム。『真III』で初めて実装された。この派生システムに『P3』以降の「ワンモアプレス」、『デビルサバイバーシリーズ』の「EXTRAターン」、『SJ』の「デビルCO-OP」などがある。
デビルアナライズ
悪魔の能力を解析・閲覧する機能。無効化、吸収、反射などの相性を持つ悪魔に対抗するには重要。作品によって、一度倒した敵でないと機能しない代わりに閲覧にターンを必要としないタイプと、初めての敵でも分析できる代わりにアナライズにターンを要するタイプなどがある。強大な力を持つボス悪魔など通じない敵もいる。プレスターンバトルを導入した『真III』以降は特に重要なシステムと言える。
悪魔全書（デビダス、デビルカルテ、ペルソナ全書）
仲魔にした悪魔のデータを登録して図鑑を作成するシステム。能力データ、悪魔の由来を閲覧できる。全ての悪魔を仲魔にする、というコレクション的な楽しみもあるが、実用的な側面もある。一旦登録しておけば、その悪魔と別れたり、合体で別の悪魔にしてしまっても再び全書から召喚して仲魔にすることができる。ただし、その際には相応のコスト（円、マッカ、マグネタイト / 作品によって異なる）を支払う必要がある。強いスキルを継承させたり、レベルアップや合体して強くなった悪魔でもコストさえ支払えば仲魔にできる。
属性と相性
戦闘時の攻撃は様々な属性で分類される。物理タイプでは剣、ガンなど、魔法タイプでは、火炎、氷結など。効果が対象の相性にされにくい属性も存在する。
そして、攻撃を受けた時にその対象がどのような反応を示すかは、対象の防御相性によって決定される。その属性が弱点の場合は対象は大きなダメージを受け、即死・状態変化攻撃は命中率が上昇する。その属性が無効である場合は、対象は何の変化も受けない。その属性を吸収する場合、対象の体力が回復する。その属性を反射する場合、対象は変化を受けず、その攻撃を行った者がダメージや状態変化を受ける。特に反射は要注意で、剣攻撃を反射する敵に直接攻撃を仕掛けたりすると、一転してプレイヤーが危機に陥ることになる。
オートマッピング
一度通ったことのある地点を自動的に記録し2DMAPを作成する機能。『真・女神転生』で初めて実装され、遭難率の高かった3DRPGのハードルを低くした。当初は地形が分かる程度の簡素なマップだったが、シリーズが進むにつれ施設やトラップの位置も書き込まれるようになって利便性が増した。
E.A.（エネミー・アピアランス）インジケーター
敵の出現率を表示するゲージ。このゲージが青ければ周囲に敵悪魔は存在しない。敵の出現率が高くなるにつれ、黄色から赤になっていく。『ソウルハッカーズ』ではエネミー・ソナーと呼ばれ、周囲の敵とのレベル差によってゲージの色が変化する。
マルチシナリオ・マルチエンディング
ゲーム中に登場する選択肢によって、別のシナリオ・エンディングへと分岐するシステムである。『女神転生II』で初めて実装されたが、選択肢によってラストボスが180度入れ替わってしまうシナリオ展開となっている。
ゲームオーバー
人間のパーティーが全員死亡、石化などの状態に陥るとゲームオーバーになる。『女神転生』では次に倒す魔王が現れ、『女神転生II』以降から冥府の川の渡し守のカロンが現れるが、『真・女神転生』と『真・女神転生デビルサマナー』では三途の川だけという設定である。『真III』では無数の天使が降臨する演出になった。『真IV』では主人公が倒れても即ゲームオーバーとはならず、残った仲魔が戦闘に勝利すれば主人公はHP1で復活する。また、全滅してもカロンに賄賂（マッカまたはゲームコイン）を渡せば戦闘前の状態に復活させてもらうことができる。『真IV FINAL』では中盤まで生死に干渉できるダグザの能力で全滅戦闘直前状態で復活させてもらえるようになっている。『デビルサマナー ソウルハッカーズ』ではレッドマンとの対面、『デビルサマナー 葛葉ライドウシリーズ』では歴代のライドウ達からのお説教など、いろいろな演出がある。

## 用語
悪魔
本シリーズでは、神や魔王といった超自然的な存在は善悪や思想関係なしにすべて「悪魔」と総称される。全てを「悪魔」と呼びつけるその理由とは、彼らが必ずしも人間の敵であるとは限らないし、また味方とも限らないからである。たとえば、一般的に天使といえば慈愛に満ちた存在のように比喩されることが多いが、一方で神の教えに背く者を駆逐したり、神の敵の軍勢と戦うための尖兵としての役割も持っている。また神の敵とされる存在も、堕落した天使や、異教の神が神の勢力によって貶められた姿であることが多い。このように、一方的な視点で見た呼称のみで悪魔達の善悪を決めつけられることを避けるため、あえて全ての神をも「悪魔」と呼ぶのである（日本では人に害をなす疫病神や貧乏神も「神」と総称するが、このような考え方をそのまま裏返したと言える）。
本作品に悪魔として登場する者達は世界中のありとあらゆる神話や宗教、民間伝承などから引用されている。主な引用元として、旧約聖書、ギリシャ神話、エジプト神話、北欧神話、インド神話、アステカ神話、日本神話などが挙げられるが、怪談話や都市伝説からも引用されており、果ては映画、アニメなどもオリジナル悪魔の元ネタになっている。
なお、「ペルソナ」シリーズでは人間の使役する悪魔のような存在は「ペルソナ」と呼ばれる。さらに『ペルソナ3（以下『P3』）』、『ペルソナ4（以下『P4』）』、『ペルソナ5（以下『P5』）』では敵として対峙する存在は「シャドウ」と呼ばれ、登場する悪魔の種族も女神転生シリーズの他作品とは一線を画すなど、同シリーズの他作品との差別化がなされている。
悪魔召喚師（デビルサマナー）
悪魔を召喚し、使役することができる人間のこと。ほとんどの作品の主人公は悪魔召喚師である。
日本の悪魔召喚師は飛鳥時代には存在したとされるが、横文字の「デビルサマナー」という言葉が使われるようになったのは西洋文明が日本に入り込んできた江戸時代〜大正時代あたりで、これに伴い日本でも西洋の悪魔が召喚されるようになった。大正時代のサマナーである十四代目「葛葉ライドウ」は自身の霊力を用いて悪魔を封魔管に封印し使役していたが、時代が進み悪魔召喚プログラムが開発されると特別な霊力がない者でも、コンピュータさえ使えれば悪魔召喚を行えるようになった（なお、作中で悪魔召喚師という呼び名が初めて登場したのは『真・女神転生デビルサマナー』。それ以前の『真・女神転生』などでは悪魔使いなどと呼ばれていた）。
属性（ALIGN）
悪魔の行動原理や思想を表したパラメータ。初期の作品では味方としてのみ登場するGOOD、敵として登場するが仲魔にもなるNEUTRAL、仲魔にならないEVILの3属性だった。『真・女神転生』以降はGOOD-EVILと似た概念のLight-Dark軸に加え、秩序（束縛）と混沌（自由）の指向を示すLAW-CHAOS軸も追加された。本作品以降は主人公にも属性が設定されるようになり、ゲーム中の行動や選択肢によって属性が変化するようになった。
LAW-CHAOS軸は秩序（束縛）と混沌（自由）の指向を表し、主人公や既に召喚済みの悪魔と属性が違いすぎる悪魔を仲魔にしたり召喚不能になる制約を受けるばかりか、シナリオ進行にも深く影響する。また悪魔同士のLAW-CHAOS属性があまりにも離れている場合もパーティに加えることができない。
Light-Dark軸は創造的-破滅的思考の度合いを示す。作品によっては、Light悪魔は悪魔合体でしか生み出すことが出来ず、Dark悪魔は通常は会話で仲魔にすることができない。
悪魔召喚プログラム
悪魔召喚の儀式をコンピュータ上でエミュレーションして自動化するプログラム。元祖においては召喚儀式の自動化のみを意図したものであったが、数多のオカルティストによるアップデートを経ており、付随的な機能として悪魔言語の翻訳機能、契約、管理、報酬取引を自動化する機能が付与され、結果として「悪魔使役の総合補助システム」として完成されている。
これが開発される以前から存在する悪魔召喚術（古典的な「黒魔術」における悪魔召喚）は、高度な魔法知識や霊力が要求され、更に魔法陣の構築や生け贄の準備、召喚の儀式など手間がかかり実戦的とは言い難かった。しかし悪魔召喚プログラムの登場により、コンピュータを扱える知識さえあれば、別段優れた魔法の知識がなくても悪魔との契約や召喚が可能になったばかりか、戦闘中など状況を問わない召喚の実行や、会話による平和的交渉、複数の悪魔の同時使役などが可能になり、召喚師の能力を飛躍的に向上させることになった（なお、現代の悪魔は血肉のような現物支給よりも、現金やMAGを好むらしいので生け贄が不要になったようである）。ただし、悪魔の制御は召喚者自身の精神力･技量が問われ、失敗すれば悪魔に殺されたり乗っ取られたり主従逆転するリスクが伴う。『真・女神転生IV（以下『真IV』）』の世界では、スマートフォン用アプリ化もされている。
かつて葛葉一族は、悪魔を封印する管（くだ）を用いた独自の召喚術で問題解決を図っていたが、基本的に同時使役が可能な悪魔が一体に限られていた（二体同時召喚は高技術）。
『（旧約）女神転生シリーズ』では中島朱実、『真・女神転生シリーズ』ではSTEVENと名乗る車椅子の男、『デビルサマナーシリーズ』ではヴィクトル、『女神異聞録デビルサバイバー』では主人公の従兄であるナオヤが開発を行っている。
なお、『真・女神転生III-NOCTURNE（以下『真III』）』の主人公はその体に悪魔の力を宿しているためか自力で悪魔との交渉や召喚ができる。また、『女神異聞録ペルソナ（以下『ペルソナ』）』、『ペルソナ2（以下『P2』）』、『ペルソナ5（以下『P5』）』では「ペルソナ」能力を有しているためか、自力で悪魔との交渉が行える。
COMP
悪魔召喚プログラムがインストールされたコンピュータ。現代の悪魔召喚師の多くが使用している。悪魔召喚プログラムの他に、悪魔言語同時翻訳プログラム、オートマッピングプログラムなども内蔵されているようである。扱える悪魔の数は主にCOMPのメモリー容量に左右され、メモリーを増設することでストックできる悪魔の数を増やすことができる。中島朱実はラップトップパソコンをCOMPとしていたが、『女神転生II』の主人公はハンドヘルドコンピュータ（後に義手に内蔵）、『真・女神転生』の主人公は自作のアームターミナル（単眼式ヘッドマウントディスプレイと腕に装着するコンソールに分離されているウェアラブルコンピュータ、ハンドヘルドコンピュータとも呼ばれていた）、『真・女神転生II』のアレフは支給された同様の形状をしたアームターミナル、『デビルサマナー』の主人公と『P2』のたまきちゃんは銃を模した特殊なコンピュータ（通称：GUMP）を使用しており、使用者によって独自の形態をしている。サマナーによってはパラソルやサックス、メリケンサックなどをCOMPにしている者もいる。『真・女神転生 STRANGE JOURNEY（以下『SJ』）』では米軍開発のデモニカスーツに悪魔召喚プログラムをインストールすることによりデモニカスーツ経由で悪魔の姿形が分かり、悪魔召喚などが行えるようになっている。そのため、肉眼では悪魔の姿がよく分からない上にデモニカスーツに登録されていない悪魔の姿は分からない。『真IV』では「ガントレット」と呼ばれる篭手型のタッチパネル内蔵式デバイスが主人公用のCOMPに相当し、そのOSはスマートフォンに酷似している。また、スマートフォンやデモニカスーツも登場する。『IMAGINE』ではハンドベルトコンピュータ型が基本だがキセル・辞書・スマートグラス型など多岐にわたり、召喚時のモーションが変化する。季節やコラボイベント報酬で入手できる物には登り竜をイメージしたものや『首なしライダーのPDA』・板チョコのモチーフといったユニークな形も存在する。
マッカ
魔界の通貨。ゲーム独自の通貨記号で表現される。漢字で表記すると「魔貨」。地獄の宰相こと魔王ルキフグスが製造している金貨。『真・女神転生』の大破壊後などのように悪魔の勢力が強い地域で流通しており、こういった場所では人間の金は紙くずに等しい。『真・女神転生』では1マッカは10円相当。なお『SJ』の舞台シュバルツバースにおいては単なる金貨ではなくシュバルツバースに流れている"エネルギーの結晶"という 設定で、これを様々なアイテム等の生成や悪魔との交渉などに使用することになる。
生体マグネタイト（M）
悪魔が物質界（人間界）で活動するために必要なエネルギー。略してマグネタイトとも呼ばれるが、磁鉄鉱とは別物である。MAGと呼ばれることもあり、単位はMで表記される。激しい感情の変動を起こし得る生物が多く持つものとされ、特に人間と悪魔が多く保有する。悪魔は本来肉体を持たない生物であるため、物質界では自らの肉体の実体化を維持するためにMAGを消費し続ける。MAGが失われると徐々に肉体が崩壊してゆき、最終的には死亡に至るため、悪魔は人間を捕食したり、感情を掻き立て欲望や信仰を集めたりしてMAGを吸収する必要があるのである。また悪魔が人間界で実体化する際に十分なMAGが供給されないと、実体化に失敗してスライム化し、手当たり次第にMAGを求めて暴走することもある。エネルギー体のため常態では視覚感知は出来ず、基本的に売買はできない。主人公がどのように持ち歩いているかも不明だが（『偽典』ではCOMPに吸収させている、『IMAGINE』でのアイコンを見る限り、固体化しているように見える、「ライドウ」では召喚者であるライドウ自身のものに依存）、デビルサマナーシリーズではエーテルを触媒として液体状態で保存する技術が存在し、生体エナジー協会という団体が変動レート制で現金取引を行っている。
魔人
真・女神転生シリーズで特定箇所において低確率でエンカウントする、俗に言うレアモンスター的存在。複数存在する。概要としては「神でも魔でも人でもない、正体不明の存在」といったところ。作品によっては、死神と限りなく同義の存在になったり、災厄の象徴とされることもある。基本的に強敵として現れることが多く、その場合は倒すことで、レアアイテムをドロップしたり、悪魔合体で作成できるようになったりする。

## 魔法体系
本シリーズでは主に、以下に示す魔法体系が使用されている。なお、これらの魔法体系はFC版『II』から徐々に形成され、『真if...』以降に成立したものであり、FC版『I』にも当てはまるのは稀である。なお、作品によっては細部の名称や効果が異なることもある。
基本事項
魔法の威力は、語尾に「ダイン」「オン」等の言葉を付加することにより表現される。また、前に「マハ」「メ」等の言葉を付加することにより、全体を対象とする魔法であることを表現する。例えば「ジオ」系で最大威力の全体魔法は「マハジオダイン」となる。なお、作品によっては接頭語と接尾語との間に中黒が入ることがある（例えば「タル・カジャ」など）。

### 攻撃魔法
火炎、氷結、電撃、衝撃、破魔、呪殺、万能の七系列は、シリーズのほとんどの作品に登場している。その他の系列は1〜数個の作品に登場するものである。
火炎系
アギ系。炎でダメージを与える魔法。アギ、アギラオ、アギダインの順に強くなる。全体魔法はマハラギ、マハラギオン、マハラギダイン。氷結系と対立。FC版ではボット系。
『ペルソナ』では4つある精霊魔法の一つに設定される。唯一主要魔法から外れた事がない系統。
氷結系
ブフ系。氷でダメージを与え、動きを封じる（FREEZE）事もある。強さはブフ、ブフーラ、ブフダインの順。全体魔法はマハブフ、マハブフーラ、マハブフダイン。火炎系と対立。FC版ではブリズ系。
『ペルソナ』では4つある精霊魔法の一つに設定される。『P2』では水撃系に取って代わられたが、『P3』以降では返り咲いている。
電撃系
ジオ系。感電させることによりダメージを与え、動きを封じる（SHOCK）事もある。ジオ、ジオンガ、ジオダイン。全体魔法はマハジオ、マハジオンガ、マハジオダイン。衝撃系と対立。FC版ではカンデ系。『ペルソナ』では物理魔法に属する。物理学における4つの力の内の「電磁気力・photon」として表記される。
衝撃系
ザン系。衝撃を与えてダメージを与える魔法。ザン、ザンマ、ザンダイン。全体魔法はマハザン、マハザンマ、マハザンダイン、リムドーラ。電撃系と対立。『ペルソナ』では物理魔法に属し物理学における4つの力の内「弱い力・weak boson」として表記される。
破魔系
ハマ系、もしくはハンマ系。聖なる力で悪魔を消滅させる魔法。ハマ（ハンマ）、ハマオン等。全体魔法はマハンマ、マハンマオンとなる。呪殺系と対立。FC版『I』にも類似の形で登場。なお、『ペルソナ』においてこの属性の通常ダメージを与える魔法はコウハ系と呼ばれる。通常の人間には基本的には効果がない。FC版では、ハマ、ハッケ、ハキョウ。
『P2』では分類が光系であった。
呪殺系
ムド系。呪いの力で対象を即死させる魔法。ムド、ムドラ、ムドオン。全体魔法はマハムド等。破魔系と対立。破魔系と同様、『ペルソナ』においてこの属性の通常ダメージを与える魔法はエイハ系と呼ばれる。
『P2』では分類が闇系であった。
万能系
メギド系。無属性のエネルギーでダメージを与える魔法。攻撃魔法では唯一魔法反射の影響を受けず、耐性を持つ者も極めて少ない。全体魔法はメギド、メギドラ、メギドラオン。
水撃系
アクア系。高圧の水や津波でダメージを与える魔法。アクア、アクエス、アクアダイン。全体魔法はマハアクア等。『P2』に登場。
『P2』では氷結系から主要魔法の座を奪ったが、それ以降は登場せず、他シリーズでも『デビルチルドレン』（光の書・闇の書以降）のみに登場する。
疾風系
ガル系。竜巻やかまいたちでダメージを与える魔法。ガル、ガルーラ、ガルダイン。全体魔法はマハガル等。地変系と対立。『ペルソナ』で初登場。
『ペルソナ』では4つある精霊魔法の一つに設定される。ペルソナシリーズでは衝撃系に変わって主要魔法となっており（『P3』以降では衝撃系自体が登場しない）、『ペルソナ』が初登場となっている魔法では恵まれている。
地変系
マグナ系またはテラ系。地震を起こしてダメージを与える魔法。マグナ、マグナス、マグダイン（テラ、テラジ、テラダイン）。全体魔法はマハマグナ、マハテラ等。衝撃系や疾風系と対立。マグナは『ペルソナ』で初登場しており、この時は分類が地震系であった。
『ペルソナ』では4つある精霊魔法の一つに設定される。疾風系と違ってペルソナシリーズにも根付かなかった。
重力系
グライ系。重力を変化させてダメージを与える魔法。グライ、グライバ、グラダイン。全体魔法はマハグライ等。衝撃系と対立。『ペルソナ』で初登場。『P2』では万能属性に変更される。
『ペルソナ』では物理魔法に属し、物理学における4つの力の内「重力・graviton」として表記される。
核熱系
フレイ系。『ペルソナ』『P2』『P5』に登場。フレイ、フレイラ、フレイダイン。
『ペルソナ』では物理魔法に属し、物理学における4つの力の内「強い力または核力・gluon」として表記される。
念動系
サイ系。念動力で攻撃。FC版『I』と『デビルサマナー』および『P5』に登場。
『女神転生II』ではザン系は「念動力の衝撃波」という設定だった。『魔神転生II』には衝撃属性EXTRAに「ねんどうは」がある。
爆発系
ダーム系またはギガ系。『偽典・女神転生』と『魔神転生II』に登場、前者ではダーム系、後者ではギガ系と呼ばれる。

### 回復魔法
体力回復系
ディア系。対象のHPを回復する。ディア、ディアラマ、ディアラハンの順に強くなる。全体魔法はメディア、メディラマ、メディアラハン。FC版『I』にも類似の形で登場。
復活系
リカーム系。対象の死亡（瀕死）状態を回復する。サマリカームでは対象のHPも完全に回復する。使用者の命を犠牲にして全体を復活・回復するリカームドラという魔法もある。また、戦闘中のみ一時的に不死の者として復活させるネクロマという特殊な復活魔法も存在する。
状態異常回復
対象の状態異常を回復する魔法には、パトラ系とディ系とに分かれる。
パトラ系は程度の軽い状態異常を治す。単体魔法はパトラ、全体魔法はメパトラ（ペンパトラ）。それに対しディ系は、パトラ系で治せない物の内、それぞれに対応する状態異常を治す。ポズムディ（毒）、パララディ（麻痺）、ペトラディ（石）等。全体魔法は無し。

### 補助魔法・その他
能力増加
カジャ系。対象の能力を増加させる魔法。タルカジャ（攻撃力上昇）、ラクカジャ（防御力上昇）、スクカジャ（命中率上昇）、マカカジャ（魔法攻撃力上昇）など。デカジャはこれらの能力増加の効果を打ち消す。カジャ系は耐性や魔法反射などには影響されず100%効果がある。単体・全体魔法に分かれている作品もある。他にも、一度に全ての能力を上げるものもある（『P4』ではヒートライザ、『SJ』ではラスタキャンディ）。
能力低下
ンダ系。対象の能力を低下させる魔法。タルンダ（攻撃力低下）、ラクンダ（防御力低下）、スクンダ（命中率低下）、マカンダ（魔法攻撃力低下）など。デクンダはこれらの能力低下の効果を打ち消す。ンダ系も敵の魔法耐性や魔法反射などには影響されず100%効果がある。単体・全体魔法に分かれている作品もある。全ての能力を下げるもの（ランダマイザ）もある。
状態変化
対象を眠らせるドルミナー、魔法を封じるマカジャマ、魅了するマリンカリン、混乱させるプリンパ等がある。変わったものとして、対象をカードにするシャッフ系、鏡にするキョウ系がある（『デビルサマナー』に登場）。
その他戦闘中の魔法
物理・魔法攻撃を反射するテトラカーン・マカラカーン、呪殺系の攻撃を防ぐテトラジャ、仲魔を召喚するサバトマ、戦闘から脱出するトラフーリ等がある。
移動中に効果のある魔法
3Dダンジョンで周囲の地図を表示するマッパーはシリーズに特有の魔法であり、この存在により他の3D形式のRPGとは一線を画すこととなる（なお、この効果を魔法以外の方法で得ている作品もある）。他には、敵の出現を抑制するエストマ、同じく増加させるリベラマ、地形によるダメージを抑えるリフトマ等がある。

## 関連商品
それぞれのゲームを原作としたコミックやアニメ、OVA、テーブルトークRPG、トレーディングカードゲームなどが発表されている。

### 小説
- 蕪木統文『真・女神転生デビルサマナー 闇の再臨』（1998年、アスキー）ISBN 978-4757200388
- 蕪木統文『真・女神転生デビルサマナー 闇の挟撃』（1998年、アスキー）ISBN 978-4757200913
- 蕪木統文『真・女神転生デビルサマナー 闇の終曲』（1998年、アスキー）ISBN 978-4757201781
- 蕪木統文『真・女神転生カーン 虚飾の楽園』（原作:柳沢一明、1998 - 1999年、ファミ通文庫）
- 吉村夜『真・女神転生 廃墟の中のジン』（2001年、富士見ミステリー文庫）ISBN 978-4829161357
- 吉村夜『真・女神転生II 復活のジン』（2001年、富士見ミステリー文庫）ISBN 978-4829161487
- 吉村夜『真・女神転生if... 魔界のジン』（2002年、富士見ミステリー文庫）ISBN 978-4829161814
- 吉村夜『真・女神転生III NOCTURNE』（2003年、富士見ミステリー文庫）ISBN 978-4829162057
- 蕪木統文『真・女神転生III NOCTURNE 混沌』（2003年、ファミ通文庫）ISBN 978-4757715127
- 間宮夏生『ペルソナ×探偵NAOTO』（2012年、電撃文庫）ISBN 978-4048864190

### 漫画
- 柳澤一明『真・女神転生カーン』（1995 - 2002年、月刊コミックビーム）
- 藤異秀明『真・女神転生 デビルチルドレン』（2000 - 2002年、コミックボンボン）
- 藤異秀明『真・女神転生 デビルチルドレン ライト&ダーク（2002 - 2004年、コミックボンボン）
- 曽我部修司『ペルソナ3』（2007 - 2017年、電撃マオウ→電撃黒「マ）王→ペルソナマガジン→電撃マオウ）
- 曽我部修司『ペルソナ4』（2008 - 2019年、電撃黒「マ）王→電撃マオウ）
- 玖倉しいち『ペルソナ4 The Magician』（2012年、電撃コミックス）
- 士貴智志『ペルソナ×探偵NAOTO』（原案：間宮夏生、2013 - 2015年、電撃マオウ）
- 斉藤ロクロ『ペルソナ4 ジ・アルティマックス ウルトラスープレックスホールド』（2016 - 2018年、電撃コミックスNEXT）
- 村崎久都『ペルソナ5』（2016年 - 連載中、マンガワン）
- カノウヤスオ『デスタメント-真・女神転生DSJ Another Report-』（2018 - 2019年、月刊ヤングチャンピオン烈）
- 斉藤ロクロ『ペルソナ5 メメントスミッション』（2019 - 2020年、電撃コミックスNEXT）
- 柳澤一明『新装版 真・女神転生if... 学園の悪魔使い』（2021年、小学館クリエイティブ）ISBN 978-4778038526

その他は、女神異聞録ペルソナ、ペルソナQ シャドウ オブ ザ ラビリンスを参照。

## リアルイベント
- 『真・女神転生』生誕25周年LIVE -CHAOS SIDE-[7]
- 真・女神転生 30周年感謝祭 in KT Zepp Yokohama[8][9]
  - 2023年5月5日 - 6日、「真・女神転生シリーズ」30周年記念として開催。

## 日本国外における名称
本シリーズは複数の宗教をモチーフとしているため、初期の作品は海外では発売されず、さまざまな宗教の悪魔が敵として登場するということから日本に比べて宗教問題にシビアな海外での展開は長いこと見送られてきた。「Shin Megami Tensei」を冠するタイトルは『NOCTURNE』が初めてである。また、『DemiKids』の下には、小さくShin Megami Tenseiと書かれている。欧米では頭文字を取って「SMT」と略される。なお、英語版では悪魔のことはDevilではなくDemonと表記されている。これは英語圏、とくに米国などキリスト教の影響が強い地域ではdevilは一般的にサタン（ルシファー）を指しているためである。また、ルシファーとルシフェルはどちらも英文字ではLuciferであるため、天使の姿のルシフェルは海外版では名前がHelelに変更されている。
| 発売日     | ハード                              | 北米版タイトル                                                            | 日本国内でのタイトル                                         |
| ---------- | ----------------------------------- | ------------------------------------------------------------------------- | ------------------------------------------------------------ |
| 1995/10/20 | VB                                  | Jack Bros.                                                                | ジャック・ブラザースの迷路でヒーホー!                        |
| 1997/10/25 | PS                                  | Revelations: Persona                                                      | 女神異聞録ペルソナ                                           |
| 1999/8/27  | GBC                                 | Revelations: The Demon Slayer                                             | 女神転生外伝 ラストバイブル                                  |
| 2000/12/22 | PS                                  | Persona 2: Eternal Punishment                                             | ペルソナ2 罰                                                 |
| 2003/10/6  | GBA                                 | DemiKids: Light Version                                                   | 真・女神転生デビルチルドレン 光の書                          |
| 2003/10/7  | GBA                                 | DemiKids: Dark Version                                                    | 真・女神転生デビルチルドレン 闇の書                          |
| 2004/10/12 | PS2                                 | Shin Megami Tensei: Nocturne （ Shin Megami Tensei: Lucifer's Call）      | 真・女神転生III-NOCTURNE マニアクス                          |
| 2005/4/5   | PS2                                 | Shin Megami Tensei: Digital Devil Saga                                    | デジタル・デビル・サーガ アバタール・チューナー              |
| 2005/10/11 | PS2                                 | Shin Megami Tensei: Digital Devil Saga 2                                  | デジタル・デビル・サーガ アバタール・チューナー2             |
| 2006/10/10 | PS2                                 | Shin Megami Tensei: Devil Summoner: Raidou Kuzunoha vs. The Soulless Army | デビルサマナー 葛葉ライドウ 対 超力兵団                      |
| 2007/8/14  | PS2                                 | Shin Megami Tensei: Persona 3                                             | ペルソナ3                                                    |
| 2008/12/9  | PS2                                 | Shin Megami Tensei: Persona 4                                             | ペルソナ4                                                    |
| 2008/12/30 | Windows                             | Shin Megami Tensei: Imagine                                               | 真・女神転生IMAGINE                                          |
| 2009/5/12  | PS2                                 | Shin Megami Tensei: Devil Summoner 2: Raidou Kuzunoha vs. King Abaddon    | デビルサマナー 葛葉ライドウ 対 アバドン王                    |
| 2009/6/23  | DS                                  | Shin Megami Tensei: Devil Survivor                                        | 女神異聞録デビルサバイバー                                   |
| 2009/9/22  | PSP                                 | Shin Megami Tensei: Persona                                               | ペルソナ                                                     |
| 2010/3/23  | DS                                  | Shin Megami Tensei: Strange Journey                                       | 真・女神転生 STRANGE JOURNEY                                 |
| 2010/7/6   | PSP                                 | Shin Megami Tensei: Persona 3 Portable                                    | ペルソナ3 ポータブル                                         |
| 2011/8/23  | 3DS                                 | Shin Megami Tensei: Devil Survivor Overclocked                            | デビルサバイバー オーバークロック                            |
| 2011/9/20  | PSP                                 | Shin Megami Tensei: Persona 2: Innocent Sin                               | ペルソナ2 罪                                                 |
| 2012/2/28  | DS                                  | Shin Megami Tensei: Devil Survivor 2                                      | デビルサバイバー2                                            |
| 2012/8/7   | PS3・XB360                          | Persona 4 Arena                                                           | ペルソナ4 ジ・アルティメットインマヨナカアリーナ             |
| 2012/11/20 | PS Vita                             | Persona 4 Golden                                                          | ペルソナ4 ザ・ゴールデン                                     |
| 2013/4/16  | 3DS                                 | Shin Megami Tensei: Devil Summoner: Soul Hackers                          | デビルサマナー ソウルハッカーズ                              |
| 2013/7/16  | 3DS                                 | Shin Megami Tensei IV                                                     | 真・女神転生IV                                               |
| 2014/3/18  | iOS                                 | Shin Megami Tensei                                                        | 真・女神転生                                                 |
| 2014/9/30  | PS3・XB360                          | Persona 4 Arena Ultimax                                                   | ペルソナ4 ジ・アルティマックス ウルトラス―プレックスホールド |
| 2014/11/25 | 3DS                                 | Persona Q: Shadow of the Labyrinth                                        | ペルソナQ シャドウ オブ ザ ラビリンス                        |
| 2015/5/5   | 3DS                                 | Shin Megami Tensei: Devil Survivor 2 Record Breaker                       | デビルサバイバー2 ブレイクレコード                           |
| 2015/9/29  | PS Vita                             | Persona 4: Dancing All Night                                              | ペルソナ４ ダンシングオールナイト                            |
| 2016/6/24  | Wii U                               | Tokyo Mirage Sessions ♯FE                                                 | 幻影異聞録♯FE                                                |
| 2016/9/20  | 3DS                                 | Shin Megami Tensei IV: Apocalypse                                         | 真・女神転生IV FINAL                                         |
| 2017/4/4   | PS3・PS4                            | Persona 5                                                                 | ペルソナ5                                                    |
| 2018/5/15  | 3DS                                 | Shin Megami Tensei: Strange Journey Redex                                 | 真・女神転生 DEEP STRANGE JOURNEY                            |
| 2018/7/24  | iOS/Android                         | Shin Megami Tensei: Liberation D×2                                        | D×2 真・女神転生 リベレーション                              |
| 2018/12/4  | PS4・PS Vita                        | Persona 3: Dancing in Moonlight                                           | ペルソナ3 ダンシング・ムーンナイト                           |
| 2018/12/4  | PS4・PS Vita                        | Persona 5 Dancing in Starlight                                            | ペルソナ5 ダンシング・スターナイト                           |
| 2019/6/4   | 3DS                                 | Persona Q2: New Cinema Labyrinth                                          | ペルソナQ2 ニュー シネマ ラビリンス                          |
| 2020/1/17  | Switch                              | Tokyo Mirage Sessions ♯FE Encore                                          | 幻影異聞録♯FE Encore                                         |
| 2020/3/31  | PS4                                 | Persona 5 Royal                                                           | ペルソナ5 ザ・ロイヤル                                       |
| 2021/2/23  | PS4・Switch                         | Persona 5 Strikers                                                        | ペルソナ5 スクランブル ザ ファントム ストライカーズ          |
| 2021/5/25  | PS4・Switch                         | Shin Megami Tensei III Nocturne HD Remaster                               | 真・女神転生III-NOCTURNE HD REMASTER                         |
| 2021/11/12 | Switch                              | Shin Megami Tensei V                                                      | 真・女神転生V                                                |
| 2022/8/26  | PS4・PS5・Xbox Series X/S・Xbox One | Soul Hackers 2                                                            | ソウルハッカーズ2                                            |

## 都市伝説
「すぐにけせ」
「真・女神転生シリーズ」第1作目『真・女神転生』（SFC用、アトラス、1992年）および第2作目『真・女神転生II』（SFC用、アトラス、1994年）では、「ごく稀にソフトを起動するとタイトル画面に赤い文字で「すぐにけせ」という文字が何個も現れる」という都市伝説が存在した。
実際にはアトラスはこれを否定しており、本作で悪魔設定に関わった鈴木一也も「完全なるデマであり、プログラマー曰く「もし本当に入っていたら、自分が錯乱していたか本当の超常現象」と発言していた（要約）」としている。
その上で、（鈴木が同じく世界設定やシナリオにかかわっていた）『デジタル・デビル物語 女神転生II』において、「アトラスが雇った外注プログラマーが低確率で発生する要素を仕込んでいた（岡田耕始が激怒したため初回ロッドのみ）」こと、さらに「（記憶が確かならばと前置きはしているが）発売前のバージョンで、放置すると画面いっぱいにではないが「すぐにけせ」という文字が出るようになっていた」と語っており、これが都市伝説化したのではないかと語っている。